# Walsh Glacier, Yukon/Alaska
Walsh Glacier är en glaciär i Kanada och USA.   Den ligger på den kanadensiska sidan i Yukon och på den amerikanska sidan i Alaska. 
Walsh Glacier ligger 1 568 meter över havet.
Terrängen runt Walsh Glacier är bergig norrut, men söderut är den kuperad. Trakten runt Walsh Glacier är nära nog obefolkad, med mindre än två invånare per kvadratkilometer.. Det finns inga samhällen i närheten. 
Trakten runt Walsh Glacier är permanent täckt av is och snö.